# Сражение при Форт-Макон
Сражение при Форт-Макон (англ. Siege of Fort Macon) или Осада Форта Макон — представляло собой операцию армии США во время Северо-каролинской экспедиции Бернсайда, в ходе гражданской войны в США. Осада происходила в период с 23 марта по 26 апреля 1862 года на побережье Северной Каролины. В конце марта федеральная армия подошла к форту Макон, который прикрывал подходы к городу Бьюфорт. Были начаты осадные работы, а 25 апреля начался обстрел форта, который вскоре привёл к обрушению его стен. В полдень Мозес Уайт, командир гарнизона, приказал поднять белый флаг. Начались переговоры, которые привели к сдаче форта.